# Tokyo Gas Football Club 1998
Questa voce raccoglie le informazioni riguardanti il Tokyo Gas Football Club nelle competizioni ufficiali della stagione 1998.

## Stagione
Dopo aver concluso il campionato al primo posto, il Tokyo Gas non poté beneficiare dell'avanzamento di categoria, ma ottenne l'iscrizione alla neocostituita J. League Division 2 grazie all'impegno finanziario di numerose aziende (185) che portò, infine, alla costituzione di una nuova squadra a regime professionistico denominata FC Tokyo. In Coppa dell'Imperatore la squadra non riuscì a ripetere le prestazioni della stagione precedente, venendo eliminata al terzo turno dal Bellmare Hiratsuka.

## Divise e sponsor
Le maglie, prodotte dall'Adidas, recano sulla parte anteriore il logo Tokyo Gas, di colore rosso bordato di bianco.
| Manica sinistra · Manica sinistra · Maglietta · Maglietta · Manica destra · Manica destra · Pantaloncini · Pantaloncini · Calzettoni · Calzettoni | Manica sinistra · Manica sinistra · Maglietta · Maglietta · Manica destra · Manica destra · Pantaloncini · Pantaloncini · Calzettoni · Calzettoni |  |

## Rosa
| N. |                     | Ruolo | Calciatore        |
| -- | ------------------- | ----- | ----------------- |
| -  | Giappone (bandiera) | P     | Hiromitsu Horiike |
| -  | Giappone (bandiera) | P     | Takayuki Suzuki   |
| -  | Giappone (bandiera) | P     | Taishi Endo       |
| -  | Giappone (bandiera) | P     | Asano Hirofumi    |
| -  | Brasile (bandiera)  | D     | Sandro            |
| -  | Giappone (bandiera) | D     | Ryūji Fujiyama    |
| -  | Giappone (bandiera) | D     | Yutaka Ishii      |
| -  | Giappone (bandiera) | D     | Tetsuro Uki       |
| -  | Giappone (bandiera) | D     | Osamu Umeyama     |
| -  | Giappone (bandiera) | D     | Osamu Matsumoto   |
| -  | Giappone (bandiera) | D     | Takeshi Aoi       |
| -  | Giappone (bandiera) | D     | Takayuki Komine   |
| -  | Giappone (bandiera) | D     | Takeshi Motoyoshi |
| -  | Giappone (bandiera) | D     | Hiroshi Yoshioka  |
| -  | Giappone (bandiera) | C     | Takashi Okuhara   |

| N. |                     | Ruolo | Calciatore           |
| -- | ------------------- | ----- | -------------------- |
| -  | Giappone (bandiera) | C     | Toshiki Koike        |
| -  | Giappone (bandiera) | C     | Tomohiro Hasumi      |
| -  | Giappone (bandiera) | C     | Takuya Satō          |
| -  | Giappone (bandiera) | C     | Masamitsu Kobayashi  |
| -  | Giappone (bandiera) | C     | Hayato Okamoto       |
| -  | Giappone (bandiera) | C     | Tomohiro Harada      |
| -  | Giappone (bandiera) | C     | Takayuki Nakamaru    |
| -  | Giappone (bandiera) | C     | Kensuke Kagami       |
| -  | Giappone (bandiera) | C     | Hiroki Shinjo        |
| -  | Giappone (bandiera) | C     | Satoru Asari         |
| -  | Giappone (bandiera) | C     | Junichi Okamoto      |
| -  | Giappone (bandiera) | A     | Kōji Seki            |
| -  | Brasile (bandiera)  | A     | Angelo Carlos Pretti |
| -  | Giappone (bandiera) | A     | Jun Wada             |
| -  | Brasile (bandiera)  | A     | Amaral               |

## Statistiche

### Statistiche di squadra
| Competizione          | Punti | Totale | Totale | Totale | Totale | Totale | DR  |
| Competizione          | Punti | G      | V      | P      | Gf     | Gs     | DR  |
| --------------------- | ----- | ------ | ------ | ------ | ------ | ------ | --- |
| Japan Football League | 46    | 30     | 24     | 6      | 67     | 17     | +50 |
| Coppa dell'Imperatore | -     | 4      | 2      | 1      | 7      | 3      | +4  |
| Totale                | -     | 34     | 26     | 7      | 74     | 20     | +54 |